# フットヒルカレッジ

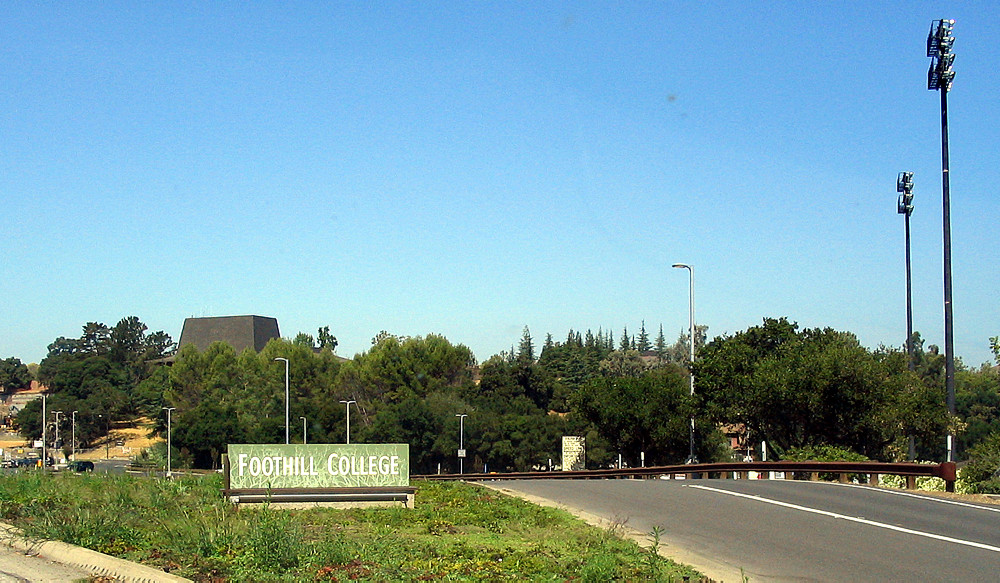
フットヒルカレッジの入口

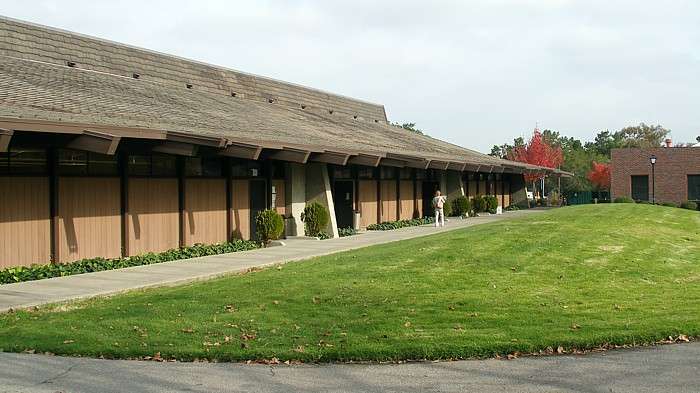
フットヒルカレッジの建造物

フットヒルカレッジ（Foothill College）は、カリフォルニア州のロスアルトスヒルズにある州立コミュニティ・カレッジ。面積は490,000 m2（122エーカー）。姉妹校のディアンザカレッジと共に、フットヒルアンドディアンザカレッジ学区に含まれる。1957年に創始者であるDr. Calvin C. Flintにより設立された。